# Ліз Аллан
Елізабет «Ліз» Аллан (англ. Elizabeth «Liz» Allan), також відома як Елізабет Аллан-Осборн (англ. Elizabeth Allan-Osborn), зазвичай помилково написана як «Ліз Аллен» (англ. «Liz Allen») — вигадана персонажка коміксів, що видавалися американським видавництвом Marvel Comics. Персонажка була створена Стеном Лі та Стівом Дітко. Ліз Аллан у перших своїх появах у коміксах була популярною дівчиною в середній школі, яку відвідує Пітер Паркер, Людина-павук. Вона постійна другорядна персонажка в різних серіях коміксів про Людину-павука, Шибайголову та Венома, а також має зв’язок із Зеленим Гобліном і Литою людиною. Елізабет Аллан — колишня дружина Гаррі Осборна, мати їхнього сина Нормана Осборна та генеральна директорка компанії Alchemax. У неканонічній хронології подій, в альтернативному всесвіті Ultimate, зображується як Вогнезірка.
Саллі Лівінґстон зіграла Ліз Аллан у фільмі режисера Сема Реймі «Людина-павук» (2002), Лора Геррієр зіграла Ліз Аллан у фільмах «Людина-павук: Повернення додому» (2017) та «Людина-павук: Додому шляху нема» (2021) з кінематографічного всесвіту Marvel (КВМ). Ця версія персонажки є дочкою Стерв’ятника.

## Історія публікації
Ліз Аллан згадується в «The Amazing Spider-Man» #4 (вересень 1963), тому самому номері, в якому вперше з'являється Бетті Брант. Однак неназвана блондинка старшокласниця в «Amazing Fantasy» #15 (серпень 1962) представляється Ліз Аллан, і в «Енциклопедії Marvel» це її офіційна перша поява. Вона була персонажкою другого плану в серії до «The Amazing Spider-Man» #28 (вересень 1965), у якому відбувається прощання з Ліз, коли вона та Людина-павук закінчують середню школу.
Майже через десятиліття Ліз Аллан повернулася в сюжетну лінію в «The Amazing Spider-Man» #132-133 (травень-червень 1974), в якій з'ясувалося, що вона є зведеною сестрою Литої людини. Сценарист Джеррі Конвей згадував: «Мені подобалося повертатися до того періоду, який мав найбільший вплив на мене, до оригінальної епохи Стена Лі і Стіва Дітко, тому повернути Ліз було тим, що я давно хотів зробити. І це дало мені привід повернутися і переглянути випуски, в яких вона була, що призвело мене до першої появи Литої людини.»

## В інших медіа

### Телебачення
- Ліз Аллан з'являється у мультсеріалі «Людина-павук», її озвучує Марла Рубінов. У цій версії Ліз — подруга та довірена особа Мері Джейн Вотсон, яку приваблює Гаррі Осборн, навіть після того, як він стає другим Зеленим Гобліном. Зрештою, Ліз відвідує весілля Пітера Паркера та Мері Джейн, на яке нападає Гаррі, намагаючись змусити Мері Джейн вийти за нього заміж. Однак Ліз звертається до Гаррі і освідчується йому в коханні, внаслідок чого він здається та добровільно повертається до лікарні, де проходив психіатричне лікування.
- Ліз Аллан з'являється у мультсеріалі «Неймовірна Людина-павук», її озвучує Аланна Убах[5]. У цій версії її зображено як латиноамериканку. На початку серіалу вона дружить із Саллі Авріл і зустрічається з Флешем Томпсоном, але виявляє інтерес до Пітера Паркера після того, як він починає її наставляти. Вона також починає висловлювати жаль після того, як Флеш і популярна кліка відкидають Пітера. Провівши час із Пітером на Коні-Айленді в епізоді «Реакція», вона розлучається з Флешем і починає відкрито хвалити Пітера. В епізоді «Міцність зсуву» вона визнається Пітеру у своїх почуттях і цілує його. У наступному епізоді Пітер і Ліз починають зустрічатися, але його діяльність як Людини-павука і почуття до Ґвен Стейсі ускладнюють їхні стосунки. В епізоді «Остання завіса» він розлучається з Ліз, щоб бути з Ґвен, залишаючи її в гніві і з розбитим серцем, хоча, щоб зберегти обличчя перед своїми однолітками, вона вдає, ніби все було навпаки.
- Ліз Аллан з'являється у мультсеріалі «Людина-павук» 2017 року, її озвучує Наталі Ландер[6]. Ця версія – учениця та президент класу в середній школі Мідтауна. В епізоді «Навіжена в прямому етері» вона бере псевдонім Навіжена, щоб розігрувати корумпованих бізнесменів і публікує свої дії в Інтернеті. Однак вона привертає увагу Людину-павука, Молотоголового та Поглинаючої людини, хоча героєві вдається перемогти лиходіїв. Після цього Ліз відправляє Навіжену на «перерву». У п'ятисерійній сюжетній арці «Острів павуків» Ліз мутує в Людину-павука, після чого її виліковує Людина-павук.

### Фільми
- Ліз Аллан з'являється в оригінальному сценарії фільму Cannon «Людина-павук», написаного Тедом Ньюсомом і Джоном Бранкато, як любовний інтерес Пітера Паркера[7][8][9].
- У фільмі «Людина-павук» 2002 року Ліз Аллан з'являється в короткій сцені у виконанні Саллі Лівінґстон. На початку фільму Пітер намагається розділити місце в автобусі з дівчиною в окулярах з товстим склом, Ліз, але вона відмовляє йому.

#### Кіновсесвіт Marvel
- Ліз Аллан з'являється у фільмі 2017 року «Людина-павук: Повернення додому», її зображує Лора Гаррієр. У цій версії Ліз Аллан — випускниця середньої наукової школи Мідтауна, дочка злочинця Едріана Тумса, очолює команду з декатлону, до якої входить і Пітер Паркер, закоханий у неї. Протягом фільму вона стає шанувальницею Людини-павука і закохується в неї, після чого у неї з'являється романтичний інтерес до Пітера. У той час як Едріан розуміє, що Пітер — Людина-павук, Ліз залишається невідомим. Після арешту батька Ліз та її мати за його бажанням переїжджають в Орегон. Концепція того, що любовний інтерес Людини-павука — це дочка Стерв'ятника, була спочатку розроблена для незнятого «Людини-павука 4» режисера Сема Реймі, де дочка Стерв'ятника мала зображуватися як Чорна кішка.
- Ліз Аллан повертається в короткому камео у фільмі 2021 року «Людина-павук: Додому шляху нема», Гаррієр знову виконує її роль. На обкладинках журналів, що з'являються протягом усього фільму, можна побачити, що Ліз — одна з багатьох людей, яким вигідно, щоб особистість Пітера Паркера як Людини-павука була розкрита світу. Її обличчя з'являється на першій сторінці журналу People зі статтею «Інтимне минуле Ліз Аллан з Паркером: Він брехун» (англ. «Liz Allan's Intimate Past With Parker: He's a Liar»).

### Відеоігри
- Ліз Аллан у версії Ultimate Marvel з'являється у відеогрі «Ultimate Spider-Man» 2005 року.
- Ліз Аллан з'являється у відеогрі «Marvel's Avengers», її озвучує Елізабет Ґруллон.